# Kilkee
Kilkee (irl. Cill Chaoi) – małe turystyczne miasteczko położone w Hrabstwie Clare przy Zatoce Kilkee. Klifowe wybrzeże, piaszczysta plaża i czysta woda sprawiają, że jest ono głównym miejscem odwiedzin turystów z Limerick, z innych części Irlandii oraz całej Europy. Jest znane również jako nowoczesny ośrodek nurkowania turystycznego. Było wielokrotnie wyróżniane nagrodami przez Komisję Europejską.